# Casma (Chile)
Casma es una localidad rural en la comuna de Frutillar, Chile
Según el censo de 2017, Casma contaba con 1,253 habitantes.

## Servicios
Casma cuenta con algunos servicios básicos importantes, como una compañía de bomberos, un retén de carabineros, una posta médica, un jardín infantil, una escuela y un supermercado.
Contó con una estación de trenes inaugurada en 1907 hasta la década de 1990 cuando la estación cayó en desuso. 